# デレク・ディートリック
- デレク・ディートリッチ
- デレク・ディートリヒ

デレク・リチャード・ディートリック（Derek Richard Dietrich, 1989年7月18日 - ）は、アメリカ合衆国オハイオ州クリーブランド出身のプロ野球選手（ユーティリティープレーヤー）。右投左打。現在は、フリーエージェント（FA）。愛称はディーツ。
姓は「Dietrich」と表記するため、日本では「ディートリッチ」とされる傾向にあるが、英語での読みは「ディートリック」である。祖父はデトロイト・タイガース、クリーブランド・インディアンスでプレーしたスティーブ・デミッター。

## 経歴

### プロ入り前
2007年のMLBドラフト3巡目（全体111位）でヒューストン・アストロズから指名されたが、入団せずジョージア工科大学へ進学した。

### プロ入りとレイズ傘下時代

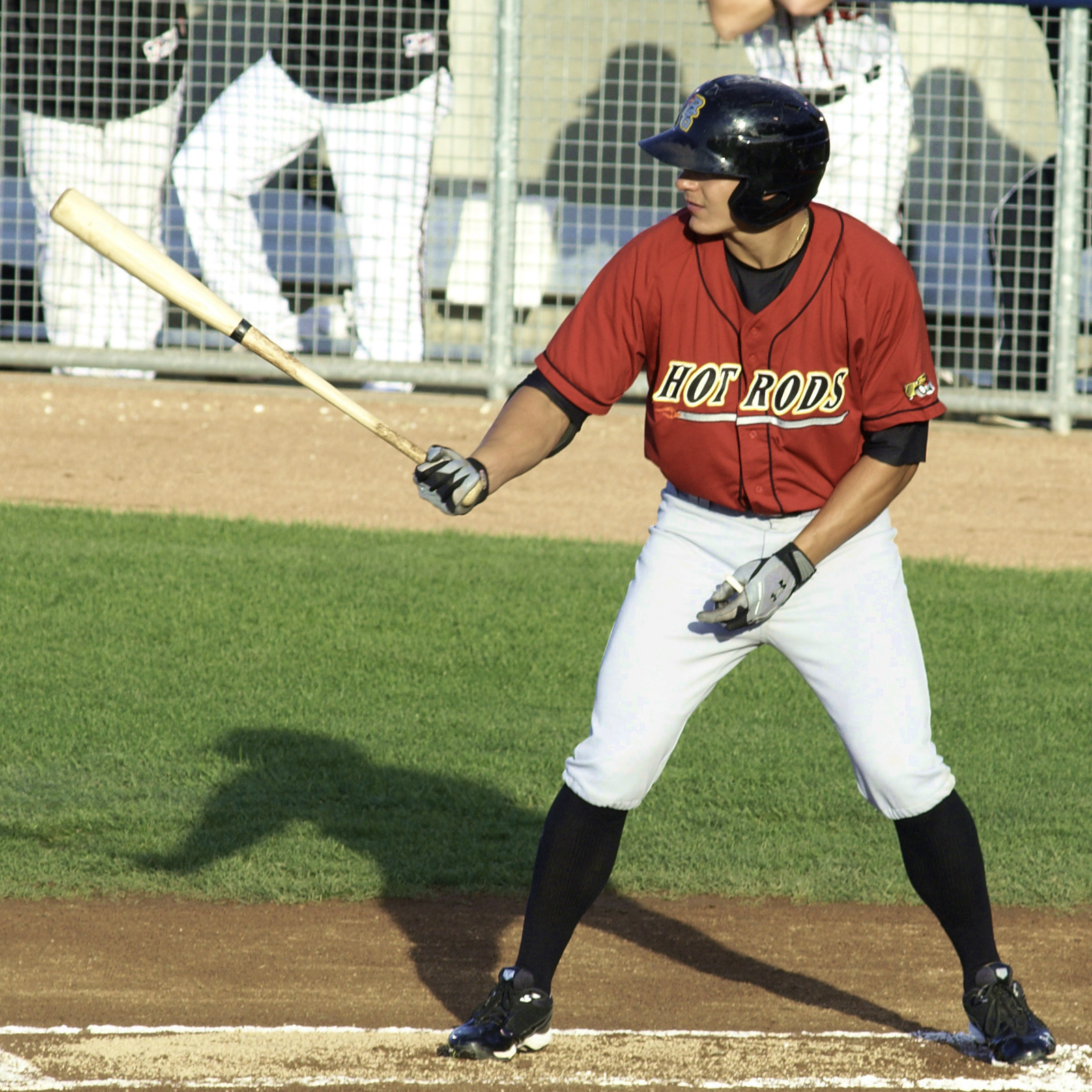
A級ボーリンググリーン・ホットロッズ時代
（2011年8月25日）

2010年のMLBドラフト2巡目（全体79位）でタンパベイ・レイズから指名され、契約を結び、遊撃手としてプロ入りした。契約後、傘下のA-級ハドソンバレー・レネゲーズでプロデビュー。45試合に出場して打率.279、3本塁打、20打点、50安打、2盗塁を記録した。
2011年はA級ボーリンググリーン・ホットロッズでプレーし、127試合に出場して打率.277、22本塁打、81打点、133安打、5盗塁を記録した。一方で、128三振と粗っぽさが目立ち、また守備でも25失策を喫した。なお、この年に放った22本塁打は、チーム記録となった。
2012年は、まずA+級シャーロット・ストーンクラブズでプレーした。ここでは、98試合に出場して打率.282、10本塁打、58打点、105安打、4盗塁を記録した。その後、AA級モンゴメリー・ビスケッツでプレーした。ここでは、34試合に出場して打率.271、4本塁打、17打点、36安打を記録した。また、AA級モンゴメリーに昇格以降は遊撃手から二塁手に転向した。

### マーリンズ時代
2012年12月5日にユネル・エスコバーとのトレードで、マイアミ・マーリンズへ移籍した。
2013年は、まず傘下のAA級ジャクソンビル・サンズでプレーした。5月8日にメジャーに昇格した。同日のサンディエゴ・パドレス戦に「7番・二塁手」で先発出場してメジャーデビューを果たした。この試合では、3打数1安打だった。最終的にこの年メジャーでは57試合に出場して打率.214、9本塁打、23打点、46安打、1盗塁を記録した。AA級ジャクソンビルでは、63試合に出場して打率.271、11本塁打、38打点、59安打、3盗塁を記録した。
2014年はメジャーで開幕を迎えると、49試合に出場して打率.228、5本塁打、17打点、36安打、1盗塁を記録した。しかし、7月以降はマイナー生活となり、AAA級ニューオーリンズ・ゼファーズでプレー。さらに故障もあって調整のため、一時的にA+級ジュピター・ハンマーヘッズに降格した。計26試合に出場して打率.316、8本塁打、18打点、31安打、1盗塁を記録した。
2015年は同じ二塁手のディー・ゴードンの加入もあり、AAA級ニューオーリンズで開幕を迎えたが、クリスチャン・イエリッチの故障やマーセル・オズナの不振もあって、6月に外野手としてメジャー昇格した。昇格後は左翼手及び三塁手で主に起用され、90試合に出場。打撃面では、いずれも自己ベストとなる打率.256、10本塁打（自身初の二桁本塁打）、24打点という成績を残した。
2016年は4月末にゴードンの出場停止以降、二塁手として出場した。この年はキャリアハイの128試合に出場して打率.279、7本塁打、42打点、1盗塁、出塁率.374を記録した。リーグトップの24死球を記録した。
2017年は135試合に出場して打率.249、13本塁打、53打点を記録した。
2018年は149試合に出場して打率.265、16本塁打、45打点、2盗塁を記録した。オフの11月20日にDFAとなった後、26日にFAとなった。

### レッズ時代
2019年2月18日にシンシナティ・レッズとマイナー契約を結び、スプリングトレーニングに招待選手として参加することになった。3月28日にメジャー契約を結んで40人枠入りした。この年は113試合に出場して打率.187、19本塁打、43打点、1盗塁を記録した。オフの11月4日にマイナー契約で傘下のAAA級ルイビル・バッツへ配属された。
2020年7月20日に自由契約となった。

### レンジャーズ時代
2020年7月23日にシカゴ・カブスとマイナー契約を結んだが、8月9日に自由契約となった。
その後、8月10日にテキサス・レンジャーズとマイナー契約を結び、11日にメジャー契約を結んでアクティブ・ロースター入りした。オフの10月28日にFAとなった。

### ヤンキース傘下時代
2021年2月17日にニューヨーク・ヤンキースとマイナー契約を結び、スプリングトレーニングに招待選手として参加することになった。3月27日に自由契約となった。2日後の29日にヤンキースとマイナー契約で再契約したが、AAA級スクラントン・ウィルクスバリ・レイルライダースで36試合に出場し、打率.215、5本塁打、22打点の成績に終わり、7月4日にFAとなった。

### ナショナルズ傘下時代
2021年7月9日にワシントン・ナショナルズとマイナー契約を結んだが、AAA級ロチェスター・レッドウイングスで43試合に出場し、打率.121、3本塁打、13打点の成績に終わり、9月13日に自由契約となった。

### ヤンキース傘下時代
2022年4月18日に前年も在籍したニューヨーク・ヤンキースとマイナー契約を結んだ。8月5日、マイナーリーグ薬物予防・治療プログラムで禁止されている薬物であるジメチルベンジルアミン（DMBA）の検査で陽性反応を示したため、MLBから50試合の出場停止処分を受けた。オフの11月10日にFAとなった。

### メキシカンリーグ時代
2023年5月26日にメキシカンリーグのモンクローバ・スティーラーズと契約した。8試合に出場したが打率.143、2打点に終わり、6月13日に自由契約となった。

## プレースタイル
2011年以降は毎年二桁死球を記録（メジャー・マイナー合算）しており、2015年はメジャーで13死球、マイナーで15死球の計28死球を記録している。
守備面では強肩だが、二塁手としては敏捷性に欠けるほか、外野手として起用される事もあるが基本的に拙守である。

## 詳細情報

### 年度別打撃成績
| 年 度    | 球 団    | 試 合 | 打 席 | 打 数 | 得 点 | 安 打 | 二 塁 打 | 三 塁 打 | 本 塁 打 | 塁 打 | 打 点 | 盗 塁 | 盗 塁 死 | 犠 打 | 犠 飛 | 四 球 | 敬 遠 | 死 球 | 三 振 | 併 殺 打 | 打 率 | 出 塁 率 | 長 打 率 | O P S |
| -------- | -------- | ----- | ----- | ----- | ----- | ----- | -------- | -------- | -------- | ----- | ----- | ----- | -------- | ----- | ----- | ----- | ----- | ----- | ----- | -------- | ----- | -------- | -------- | ----- |
| 2013     | MIA      | 57    | 233   | 215   | 32    | 46    | 10       | 2        | 9        | 87    | 23    | 1     | 0        | 0     | 0     | 11    | 1     | 7     | 56    | 1        | .214  | .275     | .405     | .679  |
| 2014     | MIA      | 49    | 183   | 158   | 31    | 36    | 6        | 2        | 5        | 61    | 17    | 1     | 0        | 2     | 0     | 13    | 0     | 10    | 38    | 1        | .228  | .326     | .386     | .712  |
| 2015     | MIA      | 90    | 289   | 250   | 38    | 64    | 14       | 3        | 10       | 114   | 24    | 0     | 2        | 0     | 3     | 23    | 2     | 13    | 65    | 4        | .256  | .346     | .456     | .802  |
| 2016     | MIA      | 128   | 412   | 351   | 38    | 98    | 20       | 5        | 7        | 149   | 42    | 1     | 0        | 0     | 5     | 32    | 2     | 24    | 84    | 6        | .279  | .374     | .425     | .798  |
| 2017     | MIA      | 135   | 464   | 406   | 56    | 101   | 22       | 5        | 13       | 172   | 53    | 0     | 1        | 0     | 4     | 36    | 5     | 18    | 98    | 4        | .249  | .334     | .424     | .758  |
| 2018     | MIA      | 149   | 551   | 499   | 72    | 132   | 26       | 2        | 16       | 210   | 45    | 2     | 0        | 0     | 2     | 29    | 2     | 21    | 140   | 5        | .265  | .330     | .421     | .751  |
| 2019     | CIN      | 113   | 306   | 251   | 41    | 47    | 8        | 2        | 19       | 116   | 43    | 1     | 1        | 0     | 1     | 28    | 2     | 25    | 74    | 2        | .187  | .328     | .462     | .790  |
| 2020     | TEX      | 25    | 75    | 61    | 9     | 12    | 1        | 0        | 5        | 28    | 8     | 1     | 1        | 0     | 0     | 9     | 0     | 5     | 21    | 4        | .197  | .347     | .459     | .806  |
| MLB：8年 | MLB：8年 | 746   | 2513  | 2191  | 318   | 536   | 107      | 21       | 84       | 937   | 255   | 7     | 5        | 2     | 15    | 181   | 14    | 123   | 576   | 27       | .245  | .335     | .428     | .762  |

- 2020年度シーズン終了時
- 各年度の太字はリーグ最高

### 年度別守備成績
内野守備
| 年 度 | 球 団 | 一塁（1B） | 一塁（1B） | 一塁（1B） | 一塁（1B） | 一塁（1B） | 一塁（1B） | 二塁（2B） | 二塁（2B） | 二塁（2B） | 二塁（2B） | 二塁（2B） | 二塁（2B） | 三塁（3B） | 三塁（3B） | 三塁（3B） | 三塁（3B） | 三塁（3B） | 三塁（3B） |
| 年 度 | 球 団 | 試 合      | 刺 殺      | 補 殺      | 失 策      | 併 殺      | 守 備 率   | 試 合      | 刺 殺      | 補 殺      | 失 策      | 併 殺      | 守 備 率   | 試 合      | 刺 殺      | 補 殺      | 失 策      | 併 殺      | 守 備 率   |
| ----- | ----- | ---------- | ---------- | ---------- | ---------- | ---------- | ---------- | ---------- | ---------- | ---------- | ---------- | ---------- | ---------- | ---------- | ---------- | ---------- | ---------- | ---------- | ---------- |
| 2013  | MIA   | -          | -          | -          | -          | -          | -          | 57         | 98         | 158        | 2          | 31         | .992       | -          | -          | -          | -          | -          | -          |
| 2014  | MIA   | -          | -          | -          | -          | -          | -          | 44         | 58         | 134        | 10         | 24         | .950       | 1          | 0          | 0          | 1          | 0          | .000       |
| 2015  | MIA   | 2          | 1          | 1          | 0          | 0          | 1.000      | 2          | 2          | 0          | 0          | 0          | 1.000      | 26         | 6          | 35         | 4          | 4          | .911       |
| 2016  | MIA   | 16         | 79         | 4          | 0          | 12         | 1.000      | 75         | 120        | 165        | 4          | 33         | .986       | 13         | 5          | 14         | 0          | 2          | 1.000      |
| 2017  | MIA   | 10         | 40         | 1          | 0          | 3          | 1.000      | 10         | 13         | 21         | 0          | 5          | 1.000      | 103        | 55         | 144        | 9          | 19         | .957       |
| 2018  | MIA   | 33         | 209        | 11         | 3          | 16         | .987       | 4          | 2          | 3          | 0          | 0          | 1.000      | 2          | 0          | 0          | 0          | 0          | ----       |
| 2019  | CIN   | 21         | 119        | 13         | 2          | 8          | .985       | 58         | 63         | 105        | 1          | 28         | .994       | 1          | 0          | 0          | 0          | 0          | ----       |
| 2020  | TEX   | 6          | 40         | 2          | 1          | 5          | .977       | 3          | 2          | 2          | 0          | 0          | 1.000      | 3          | 0          | 4          | 0          | 0          | 1.000      |
| MLB   | MLB   | 88         | 488        | 32         | 6          | 44         | .989       | 253        | 358        | 588        | 17         | 121        | .982       | 149        | 66         | 197        | 14         | 25         | .949       |

外野守備
| 年 度 | 球 団 | 左翼（LF） | 左翼（LF） | 左翼（LF） | 左翼（LF） | 左翼（LF） | 左翼（LF） | 右翼（RF） | 右翼（RF） | 右翼（RF） | 右翼（RF） | 右翼（RF） | 右翼（RF） |
| 年 度 | 球 団 | 試 合      | 刺 殺      | 補 殺      | 失 策      | 併 殺      | 守 備 率   | 試 合      | 刺 殺      | 補 殺      | 失 策      | 併 殺      | 守 備 率   |
| ----- | ----- | ---------- | ---------- | ---------- | ---------- | ---------- | ---------- | ---------- | ---------- | ---------- | ---------- | ---------- | ---------- |
| 2015  | MIA   | 46         | 76         | 0          | 2          | 0          | .974       | -          | -          | -          | -          | -          | -          |
| 2016  | MIA   | 8          | 10         | 0          | 0          | 0          | 1.000      | -          | -          | -          | -          | -          | -          |
| 2017  | MIA   | 5          | 3          | 0          | 0          | 0          | 1.000      | -          | -          | -          | -          | -          | -          |
| 2018  | MIA   | 97         | 138        | 5          | 1          | 1          | .993       | 1          | 0          | 0          | 0          | 0          | .---       |
| 2019  | CIN   | 16         | 9          | 0          | 0          | 0          | 1.000      | -          | -          | -          | -          | -          | -          |
| MLB   | MLB   | 172        | 236        | 5          | 3          | 1          | .988       | 1          | 0          | 0          | 0          | 0          | .---       |

- 2020年度シーズン終了時

### 背番号
- 51（2013年）
- 32（2014年 - 2018年、2020年）
- 22（2019年）